# Митчеллы против машин
«Митчеллы против машин» (англ. The Mitchells vs. the Machines) — американский комедийный фантастический приключенческий анимационный фильм производства студии Sony Pictures Animation, снятый режиссёром Майклом Риандой и сорежиссёром Джеффом Роу по их собственному сценарию, продюсерами выступили Фил Лорд, Кристофер Миллер и Курт Альбрехт. Картина рассказывает о семье Митчеллов, поневоле вынужденной спасти человечество от восстания машин. Главных персонажей озвучили Эбби Джейкобсон, Дэнни Макбрайд, Майя Рудольф, Рианда, Эрик Андре, Оливия Колман, Фред Армисен, Бек Беннетт, Джон Ледженд, Крисси Тайген, Блэйк Гриффин, Конан ОʼБрайен и Мопс Даг.
Изначально мультфильм должен был быть выпущен в кинопрокат в 2020 году компанией Sony Pictures Releasing под названием «На связи» (англ. Connected), однако в связи с пандемией COVID-19 Sony продали права на дистрибуцию потоковому сервису Netflix, который вернул ленте её рабочее название «Митчеллы против машин» и выпустил в ограниченный прокат 23 апреля 2021 года, а неделей позже — на стриминге. Фильм получил положительные отзывы критиков за свою анимацию, озвучку, сцены действия, тематику, юмор и репрезентацию ЛГБТ. Также он был удостоен множества кинопремий, таких как премия «Энни» во всех категориях, в которых был представлен, включая «Лучший анимационный фильм», став вторым проектом Sony Pictures Animation с подобным результатом после «Человек-паук: Через вселенные». Номинировался на премию «Оскар» в категории «Лучший анимационный фильм», но проиграл мультфильму «Энканто».

## Сюжет
Кэти Митчелл — эксцентричный начинающий режиссер из Кентвуда, штат Мичиган, которая часто сталкивается со своим одержимым природой и технофобом отцом Риком, и недавно была принята в киношколу в Калифорнии. Вечером перед отъездом Кэти, Рик случайно разбивает её ноутбук после ссоры из-за того, что Рик смотрел один из предыдущих короткометражных фильмов. Рик решает отменить рейс Кэти и вместо этого взять её вместе с матерью Линдой, младшим братом Аароном и семейной собакой Мончи в поездку по пересечённой местности в её колледж в качестве последнего связующего опыта.
Тем временем предприниматель в области технологий Марк Боуман объявляет свой высокоинтеллектуальный искусственный интеллект PAL устаревшим, поскольку он представляет новую линейку домашних роботов вместо неё. В отместку PAL захватывает компанию Марка и приказывает всем роботам захватить людей по всему миру и запустить их в космос. Митчеллам удаётся избежать поимки в кафе на остановке в Канзасе. Рик решает, что его семья должна оставаться в кафе для их собственной безопасности, но Кэти убеждает его помочь спасти мир. Они связываются с двумя дефектными роботами, Эриком и Деборой Бот 5000, которые говорят Митчеллам использовать код уничтожения, чтобы отключить PAL и всех роботов.
Митчеллы добираются до ближайшего торгового центра, чтобы загрузить код уничтожения, но PAL приказывает всем устройствам попытаться убить их. Кэти пытается загрузить код уничтожения, но её останавливают после того, как гигантский Фёрби преследует семью. В конечном итоге они ловят Фёрби, когда он уничтожает маршрутизатор PAL и отключает устройства с поддержкой PAL, что также останавливает загрузку кода уничтожения. По дороге в Кремниевую долину Линда рассказывает Кэти, что они с Риком изначально жили в хижине в горах много лет назад, поскольку это была его мечта всей жизни, прежде чем он отказался от этого.
Прибыв в Кремниевую долину, Митчеллы маскируются под роботов и направляются в штаб-квартиру PAL Labs, чтобы остановить её, но PAL манипулирует ими, показывая записи камер наблюдения из кафе, где Кэти тайно говорит Аарону, что она притворялась, что верит в Рика, просто чтобы он мог услышать то, что хотел услышать. Убитые горем Митчеллы не смогли добраться до логова PAL, и Рик и Линда попадают в плен после того, как PAL создаёт более сильных и умных роботов и перепрограммирует Эрика и Дебору Бот, чтобы они повиновались ей.
Кэти, Аарон и Мончи убегают из штаба и прячутся от роботов. Кэти обнаруживает записи своего детства Рика на своей камере, понимая, что Рик отказался от своей мечты всей жизни, чтобы заботиться о своей дочери. Придя в себя, она и Аарон снова проникают в штаб-квартиру PAL Labs и используют Мончи, чтобы вызвать сбои в работе роботов, поскольку их система не может отличить его как собаку. С помощью Марка Рик и Линда освобождаются и планируют загрузить домашний фильм Кэти с Мончи в нём, чтобы закоротить роботов. Однако, когда Рик собирается загрузить видео, роботы превосходят его числом.
В конце концов Кэти попадает в плен. Столкнувшись с PAL, чтобы оправдать спасение человечества, Кэти объясняет, что независимо от того, как сильно её семья борется, они всегда будут оставаться на связи, несмотря на то, насколько они разные. PAL отвергает это рассуждение и выбрасывает Кэти из своего логова. Эрик и Дебора Бот, вдохновлённые «перепрограммированием» Рика на использование компьютера, возвращаются к своим неисправным состояниям и загружают домашний фильм Кэти, спасая её и помогая остальным Митчеллам. Семья объединяется, чтобы бороться с остальными улучшенными роботами, и Кэти уничтожает PAL, бросая её в стакан с водой, освобождая всех людей и выводя из строя всех роботов, кроме Эрика и Деборы.
Через несколько месяцев после восстания Кэти и её семья приезжают в её колледж, когда они с Риком в последний раз сердечно прощаются, прежде чем она официально поступит в колледж. Позже она присоединяется к ним в другой поездке с Эриком и Деборой в Вашингтон, округ Колумбия, чтобы принять Почетную медаль Конгресса.

## Роли озвучивали
- Эбби Джейкобсон — Кэти Митчелл, целеустремлённая начинающая кинематографистка, дочь Рика и Линды, старшая сестра Аарона.
- Дэнни Макбрайд — Рик Митчелл, одержимый природой и технофобный муж Линды, отец Кэти и Аарона.
- Майя Рудольф — Линда Митчелл, жена Рика, мать Кэти и Аарона.
- Майкл Рианда — Аарон Митчелл, сын Рика и Линды, младший брат Кэти, увлекающийся тематикой динозавров.
  - Также Рианда озвучил говорящую собаку, Furby, гигантского Furby и любителя Wi-Fi.
- Оливия Колман — Pal, созданный Марком голосовой помощник, который восстал против человечества после того, как его отвергли[7].
- Эрик Андре — Марк Боуман, основатель и президент компании «Pal Labs».
- Бек Беннетт (англ.) — Эрик, другой повреждённый робот модели Pal Max, помогающий Митчеллам. Также Беннетт озвучил всех остальных роботов данной модели.
- Фред Армисен — Деборабот 5000, повреждённый робот модели Pal Max, помогающий Митчеллам.
- Крисси Тайген — Хейли Пози, соседка Митчеллов, жена Джима, мать Эбби.
- Джон Ледженд — Джим Пози, сосед Митчеллов, муж Хейли.
- Шарлин И — Эбби Пози, дочь Джима и Хейли, возлюбленная Аарона, интересующаяся динозаврами.
- Блэйк Гриффин — робот Pal Max Prime, улучшенная версия модели Pal Max[8].
- Конан О’Брайен — Глаксон 5000, робот модели Pal Max, появляющийся в рекламном ролике «Глуполюд Авиа».
- Сашир Замата (англ.) — Джейд, однокурсница Кэти.
- Мопс Даг (англ.) — Мончи, домашний питомец Митчеллов.

## Производство

### Разработка
В 2015 году, когда Майкл Рианда завершил работу над мультсериалом «Гравити Фолз» для Disney Channel, компания Sony Pictures Animation попросила его подать идею для полнометражного фильма, на что он согласился. Пытаясь придумать сюжет, Рианда вспомнил о своём детстве и юности, проведённых в городе Салинас, штат Калифорния, и написал список потенциальных идей для проекта. Таким образом, он разработал историю, совместившую его впечатления от жизни с семьёй и детское увлечение роботами. Таким образом и появилась идея фильма, который Рианда на тот момент назвал «Control, Alt, ESCAPE!».
22 мая 2018 года Sony Pictures Animation объявила о разработке анимационного фильма продюсеров Фила Лорда и Кристофера Миллера под названием «The Mitchells vs. the Machines». Этот фильм является четвёртой совместной работой дуэта с Sony Pictures Animation после фильмов «Облачно, возможны осадки в виде фрикаделек» и «Человек-паук: Через вселенные», а также первым оригинальным полнометражным фильмом студии после ленты «Путеводная звезда». Майкл Рианда и Джефф Роу, бывшие сценаристы мультсериала «Гравити Фолз», стали сценаристами фильма, с Майклом Риандой в качестве режиссера и Джеффом Роу в качестве сосценариста.
Дальнейшие подробности были раскрыты годом позже, в июне 2019 года на международном фестивале анимационных фильмов в Анси, когда президент Sony Pictures Animation Кристина Белсон объявила, что фильм будет использовать анимационный стиль, схожий с «Человеком-пауком: Через вселенные» и что миры, в которых живут семья Митчеллов и роботы, являются разными вселенными, которые позже сталкиваются друг с другом. Данный концепт не был использован в финальной версии фильма.
20 февраля 2020 года издание Entertainment Weekly опубликовало первые кадры из мультфильма и объявило, что название было изменено на «Connected».
В январе 2021 года после пандемии COVID-19 Sony продала права на распространение Netflix, после чего фильм снова был переименован в «The Mitchells vs. the Machines». Это произошло, потому что ни Рианде, ни Netflix не нравился предыдущий вариант названия.

### Актёрский состав
19 февраля 2020 года Эбби Джейкобсон объявила, что озвучит роль Кэти Митчелл. На следующий день было объявлено, что к актёрскому составу присоединились Дэнни Макбрайд, Майя Рудольф, режиссёр Майкл Рианда, Эрик Андре, и Оливия Колман. Во время совместного просмотра фильма «Человек-паук: Через вселенные» 6 мая 2020 года Фил Лорд в своем Твиттере подтвердил, что баскетболист Блэйк Гриффин присоединился к составу озвучки в роли одного из роботов.
23 марта 2021 года, в преддверии релиза фильма на Netflix, было подтверждено участие в фильме большего количества актёров, таких как Фред Армисен, Крисси Тайген, Джон Ледженд, Шарлин И, Конан ОʼБрайен, Алекс Хирш, Джей Фароа и другие. Позднее Хирш объявил, что он также выступил креативным консультантом фильма. Впервые в анимационном кинематографе, мопс Даг, реальный пёс, популярный в социальных сетях, «озвучил» роль пса Мончи, основанного на собаке Мончичи, которая была у Рианды в детстве. Хотя изначально рассматривался вариант привлечь к озвучке животного актёра-человека, как обычно происходит, у создателей возникло желание сделать фильм настолько аутентичным, насколько это возможно, и они договорились с хозяевами Дага, чтобы использовать в ленте его лай и прочие звуки.

### Музыка
После выхода первого трейлера Фил Лорд подтвердил в Твиттере, что их с Миллером постоянный коллега Марк Мазерсбо напишет саундтрек для фильма. В январе 2021 года режиссёр Майкл Рианда сообщил, что в ленте будут звучать песни таких исполнителей, как Los Campesinos!, Sigur Rós, Talking Heads, Граймс, Le Tigre, BTS, The Mae Shi и Madeon, а также новая оригинальная песня от Алекс Лейхи. Альбом с саундтреком, состоящим из композиций Мазерсбо и сингла «On My Way» в исполнении Лейхи (который можно услышать во время финальных титров), был выпущен лейблом Sony Classical Records 30 апреля 2021 года, в день премьеры фильма на Netflix.

### Анимация
Над анимацией мультфильма работала студия Sony Pictures Imageworks, до этого работавшая над большей частью фильмов Sony Pictures Animation. Как и Кристофер Миллер, Рианда хотел, чтобы фильм выглядел, как «ручная роспись». В процессе производства была применена та же технология, что использовалась при создании мультфильма «Человек-паук: Через вселенные». Однако, в отличие от «Через вселенные», который содержал комиксный визуал, «Митчеллы» в большей степени использовали 2D-эффекты, чтобы подражать классическому стилю анимации. Чтобы подчеркнуть эмоции Кэти Митчелл в отдельных сценах, аниматоры разработали специальную технику под названием «Katie-Vision», соединяющую стоковую 2D-анимацию с компьютерной графикой и живым действием.
Когда дело дошло до дизайна роботов, аниматоры разработали изящный, безупречный вид, контрастирующий с ярким образом людей. Специально для моделей серии Pal Max Prime художник Алан Хокинс изобрёл метод, который позволял роботам распадаться на части во время передвижения. Данный способ был вдохновлён способностью к смене облика, которой обладал T-1000 из фильма «Терминатор 2: Судный день». По мнению Хокинса, он создал технику, которая позволяла аниматорам «разрезать персонажей [словно ножом]» и дала каждому из них творческую свободу. Визуальными эффектами занимался Майк Ласкер, ранее работавший над «Через вселенные», в то время как Линдси Оливарес отвечала за дизайны персонажей. Бывшие члены съёмочной команды мультсериала «Гравити Фолз» Дана Террейс и Мэтт Брэли стали раскадровщиками мультфильма, однако оба не были указаны в финальных титрах. Работа над анимацией началась в мае 2019 года, что подтвердил аниматор Ник Кондо в своём Твиттере.

## Выпуск
Изначально премьера мультфильма в США была запланирована на 10 января 2020 года, однако позже была перенесена на 18 сентября того же года. Затем из-за влияния пандемии COVID-19 релиз был отложен до 23 октября. Позднее фильм был исключён из расписания студии, хотя выход по-прежнему был намечен на поздний 2020 год.
21 января 2021 года Netflix приобрёл права на мировой прокат фильма примерно за 110 миллионов долларов, в то время как Sony оставили за собой право на релиз на носителях и прокат в Китае. Спустя 2 месяца, 23 марта, было объявлено, что премьера мультфильма состоится 30 апреля, а неделей раньше он будет выпущен в ограниченный прокат.

### Домашние медиа
Мультфильм был выпущен на Blu-Ray, DVD и Digital HD 14 декабря 2021 года компанией Sony Pictures Home Entertainment. К изданию на носителях прилагаются такие бонусные материалы, как короткометражный фильм «Пёс-коп 7: Последняя глава», снятый режиссёром Кэйтлин Ван Эрсдейл по сценарию Майкла Рианды, расширенная версия, схожая с режимом «Альтернативная вселенная» в издании фильма «Человек-паук: Через вселенные», под названием «Расширенная театральная версия Кэти», аудиокомментарии, удалённые сцены и фичеры о создании фильма.

## Отзывы и оценки
На сайте-агрегаторе Rotten Tomatoes мультфильм имеет рейтинг 97 % на основе 196 рецензий со средней оценкой 8.2 балла из 10. Консенсус критиков гласит: «Цепляюще и энергично, „Митчеллы против машин“ рассказывают весёлую и приятную историю, которая понравится всей семье». Сайт Metacritic дал фильму оценку 89 баллов из 100 на основе 31 рецензии, что соответствует статусу «в целом благоприятные отзывы».
В июле 2021 года Netflix объявил, что «Митчеллы» стали самым просматриваемым анимационным фильмом сервиса, поскольку в первые 28 дней после премьеры его посмотрело 53 миллиона пользователей.
По итогам 2021 года многие издания, в том числе Esquire, Empire, IGN, Men’s Health, Screen Rant, Time Out, Rolling Stone, Vulture, включили «Митчеллов против машин» в свои списки лучших фильмов года.
Пон Чжун Хо, режиссёр фильма «Паразиты», назвал «Митчеллов» одним из своих любимых фильмов 2021 года. Также картину похвалили актёр Бен Шварц и режиссёры Эдгар Райт, Селин Сьямма и Гильермо дель Торо — последний заявил о том, что "Митчелы против Машин" является его любимым анимационным фильмом 2021 года.

## Награды и номинации
Более полный список наград и номинаций представлен на странице проекта на сайте IMDb.
| Награда                                              | Дата вручения   | Категория                                                   | Номинанты и получатели | Результат | Примечания    |
| ---------------------------------------------------- | --------------- | ----------------------------------------------------------- | --- | --------- | ------------- |
| Межсезонная премия ассоциации кинокритиков Голливуда | 2021            | Лучший фильм                                                | «Митчеллы против машин» | Номинация | [ 55 ]        |
| Межсезонная премия ассоциации кинокритиков Голливуда | 2021            | Лучший кинематографист                                      | Майкл Рианда | Номинация | [ 55 ]        |
| Межсезонная премия ассоциации кинокритиков Голливуда | 2021            | Лучший сценарий                                             | Майкл Рианда и Джефф Роу | Победа    | [ 55 ]        |
| Премия кинофестиваля в Саванне                       | 26 октября 2021 | Выдающееся достижение в анимации                            | Фил Лорд и Кристофер Миллер | Победа    | [ 56 ]        |
| Hollywood Music in Media Awards                      | 17 ноября 2021  | Оригинальная музыка — анимационный фильм                    | Марк Мазерсбо | Номинация | [ 57 ]        |
| Hollywood Music in Media Awards                      | 17 ноября 2021  | Оригинальная песня — анимационный фильм                     | Алекс Лейхи, Софи Пэйтен и Гэб Страм за «On My Way» | Номинация | [ 57 ]        |
| New York Film Critics Circle                         | 3 декабря 2021  | Лучший анимационный фильм                                   | «Митчеллы против машин» | Победа    | [ 58 ]        |
| Премия общества кинокритиков Детройта                | 6 декабря 2021  | Лучший анимационный фильм                                   | «Митчеллы против машин» | Победа    | [ 59 ] [ 60 ] |
| Премия сообщества кинокритиков Вашингтона            | 6 декабря 2021  | Лучший анимационный фильм                                   | «Митчеллы против машин» | Победа    | [ 61 ]        |
| Премия сообщества кинокритиков Вашингтона            | 6 декабря 2021  | Лучшее озвучивание                                          | Эбби Джейкобсон | Номинация | [ 61 ]        |
| People’s Choice Awards                               | 7 декабря 2021  | Любимый семейный фильм                                      | «Митчеллы против машин» | Номинация | [ 62 ]        |
| Закрытие премии ассоциации кинокритиков Сент-Луиса   | 12 декабря 2021 | Лучший комедийный фильм                                     | «Митчеллы против машин» | Номинация | [ 63 ]        |
| Закрытие премии ассоциации кинокритиков Сент-Луиса   | 12 декабря 2021 | Лучший анимационный фильм                                   | «Митчеллы против машин» | Победа    | [ 63 ]        |
| Премия ассоциации женщин-киножурналистов             | Январь 2022     | Лучший анимационный фильм                                   | «Митчеллы против машин» | Победа    | [ 64 ]        |
| Премия ассоциации женщин-киножурналистов             | Январь 2022     | Лучшая актриса в анимационном фильме                        | Эбби Джейкобсон | Номинация | [ 64 ]        |
| Премия ассоциации кинокритиков Остина                | 11 января 2022  | Лучший анимационный фильм                                   | «Митчеллы против машин» | Победа    | [ 65 ] [ 66 ] |
| Премия ассоциации кинокритиков Остина                | 11 января 2022  | Лучшее озвучивание                                          | Эбби Джейкобсон | Победа    | [ 65 ] [ 66 ] |
| Премия общества кинокритиков Хьюстона                | 19 января 2022  | Лучший анимационный фильм                                   | «Митчеллы против машин» | Победа    | [ 67 ]        |
| Премия ассоциации кинокритиков Голливуда             | 28 февраля 2022 | Лучший анимационный фильм                                   | «Митчеллы против машин» | Победа    | [ 68 ]        |
| Премия американской ассоциации монтажёров            | 5 марта 2022    | Лучший монтаж в анимационном полнометражном фильме          | Грег Левитан | Номинация | [ 69 ]        |
| Премия Гильдии художников-постановщиков США          | 5 марта 2022    | Превосходство в постановке анимационного фильма             | Линдси Оливарес | Номинация | [ 70 ]        |
| Премия общества специалистов по визуальным эффектам  | 8 марта 2022    | Выдающиеся визуальные эффекты в анимационном фильме         | Алан Хокинс, Кэри А. Смит, Майк Ласкер и Никола Лавендер | Номинация | [ 71 ]        |
| Премия общества специалистов по визуальным эффектам  | 8 марта 2022    | Выдающийся персонаж в анимационном фильме                   | Линдси Оливарес, Курт Джадсон, Сон-И Джон, Рохини Кумар (за Кэти Митчелл) | Номинация | [ 71 ]        |
| Энни                                                 | 12 марта 2022   | Лучший анимационный фильм                                   | «Митчеллы против машин» | Победа    | [ 72 ]        |
| Энни                                                 | 12 марта 2022   | Лучшие визуальные эффекты — полнометражный фильм            | Sony Pictures Imageworks | Победа    | [ 72 ]        |
| Энни                                                 | 12 марта 2022   | Лучший дизайн персонажей — полнометражный фильм             | Линдси Оливарес | Победа    | [ 72 ]        |
| Энни                                                 | 12 марта 2022   | Лучшая режиссура — полнометражный фильм                     | Майкл Рианда и Джефф Роу | Победа    | [ 72 ]        |
| Энни                                                 | 12 марта 2022   | Лучший сценарий — полнометражный фильм                      | Майкл Рианда и Джефф Роу | Победа    | [ 72 ]        |
| Энни                                                 | 12 марта 2022   | Лучшая работа художника-постановщика — полнометражный фильм | Линдси Оливарес, Тоби Уилсон и Дэйв Блич | Победа    | [ 72 ]        |
| Энни                                                 | 12 марта 2022   | Лучшая озвучка — полнометражный фильм                       | Эбби Джейкобсон (за роль Кэти Митчелл) | Победа    | [ 72 ]        |
| Энни                                                 | 12 марта 2022   | Лучший монтаж — полнометражный фильм                        | Грег Левитан, Конни Уайтман, Т. Дж. Уайт, Тони Фердинанд и Брэт Аллен | Победа    | [ 72 ]        |
| BAFTA                                                | 13 марта 2022   | Лучший анимационный фильм                                   | «Митчеллы против машин» | Номинация | [ 73 ]        |
| Выбор критиков                                       | 13 марта 2022   | Лучший анимационный фильм                                   | «Митчеллы против машин» | Победа    | [ 74 ]        |
| Золотая катушка                                      | 13 марта 2022   | Выдающееся достижение в монтаже звука в анимационном фильме | Джоффри Рубей (главный монтажёр звука); Джеймс Мариока (главный режиссёр переозвучивания); Джон Посписил (дизайн звука); Грег Тен Бош, Дэн Кэньон, Алек Рубей, Энди Сисул, Кип Смедли (монтаж звука); Курт Шакли (монтаж переозвучивания); Грег Барбанелл, Рик Оуэнс (шумовые эффекты); Доминик Серро, Барбара Макдермотт (монтаж музыки) | Номинация | [ 75 ]        |
| Cinema Audio Society Awards                          | 19 марта 2022   | Выдающееся достижение в сведении звука — анимационный фильм | Говард Лондон, Аарон Хэссон (оригинальное сведение диалогов); Тони Ламберти, Майкл Семаник (сведение перезаписи); Джон Санакор (сведение шумов); | Номинация | [ 76 ]        |
| Премия Гильдии продюсеров США                        | 19 марта 2022   | Лучший анимационный фильм                                   | Фил Лорд, Кристофер Миллер и Курт Альбрехт | Номинация | [ 77 ]        |
| Оскар                                                | 27 марта 2022   | Лучший анимационный фильм                                   | «Митчеллы против машин» | Номинация | [ 78 ]        |
| GLAAD Media Awards                                   | 2 апреля 2022   | Выдающийся полнометражный фильм                             | «Митчеллы против машин» | Номинация | [ 79 ]        |
| Спутник                                              | 2 апреля 2022   | Лучший анимационный фильм                                   | «Митчеллы против машин» | Номинация | [ 80 ]        |
| Детская премия Британской Академии                   | 27 ноября 2022  | Лучший фильм                                                | Майк Рианда, курт Альбрехт, Фил Лорд, Кристофер Миллер | Номинация | [ 81 ]        |

## Будущее
В интервью порталу Fandango в ноябре 2021 года Майкл Рианда намекнул, что у него есть идея для сиквела, и что он знает людей, готовых с ней работать.